# Motten (Bajorország)
Motten település Németországban, azon belül Bajorországban. Lakosainak száma 1706 fő (2023. december 31.).

## Népesség
A település népessége az elmúlt években az alábbi módon változott:
| Lakosok száma | 1617 | 952  | 1757 | 1756 | 1738 | 1771 | 1699 | 1697 | 1699 | 1706 |
|               | 1970 | 1975 | 2011 | 2012 | 2014 | 2015 | 2017 | 2019 | 2022 | 2023 |